# 트로이 베이어
트로이 바이어(Troy Byer, 1964년 11월 7일 ~ )는 미국의 배우, 감독, 각본가, 작가, 제작자이다.

## 영화
- 익스-프리 (2015년) - 탄야 역
- 레시피 포 디재스터 (2003년)
- 러브 돈 코스트 어 씽 (2003년)
- 이프 유 워 마이 걸 (2003년)
- 베레타 357 (2002년) - 켈리 역
- 존 큐 (2002년) - 미리엄 스미스 역
- 굿 어드바이스 (2001년)
- 레츠 토크 어바웃 섹스 (1998년)
- 진저브레드 맨 (1998년)
- 콤비 걸 (1997년)
- 에디 (1996년)
- 베니의 주말 2 (1993년)
- 더 파이브 하트비트 (1991년)
- 화이트 걸 (1990년)
- 루프탑 (1989년)
- 뚱보 삼총사 (1987년)
- 다이너스티 (1981년)
- 낫츠 랜딩 (1979년)